# メランコリック (映画)
『メランコリック』は、2019年公開の日本映画。
閉店後に殺人の場所として使われる銭湯を舞台とした、サスペンス・コメディー。
監督は田中征爾、出演は皆川暢二、磯崎義知、吉田芽吹など。

## あらすじ
主人公・鍋岡和彦（皆川暢二）は名門大学を卒業後、アルバイトを転々とするうだつの上がらない生活を送っていた。ある日、母親の惠子（新海ひろ子）が誤って家風呂の湯を抜いてしまったため、近所の銭湯「松の湯」に仕方なく足を運ぶが、そこで偶然にも高校の同級生である百合（吉田芽吹）と再会する。二人はぎこちない会話を交わしつつ、百合は高校の同窓会への参加を勧め、彼女に仄かな恋心を抱いた和彦は後日参加する。結局、同窓会の空気に馴染めず疎外感を抱く和彦であったが、その場で百合から「（求人を募集している）松の湯で働いてみては？」と提案され、和彦は松の湯でのアルバイトを始めることとなる。しばらく後、閉店後の深夜にもかかわらず、明かりが灯る松の湯に和彦は疑問を感じるようになり、ある夜のふとした出来事によって、浴場が殺人のために使われている場所だと知ってしまう。そして更に、和彦と同日に採用された同僚の松本（磯崎義知）が、その殺人に深く関わっていることも次第に明らかとなっていく。

## キャスト
- 鍋岡和彦：皆川暢二
- 松本晃：磯崎義知
- 副島百合：吉田芽吹
- 東則雄：羽田真 - 銭湯「松の湯」のオーナー
- 田中敬三：矢田政伸
- 小寺雅人：浜谷康幸
- 鍋岡修一：山下ケイジ - 鍋岡和彦の父
- 鍋岡惠子：新海ひろ子 - 鍋岡和彦の母
- 田村幹久：大久保裕太
- アンジェラ・イェン：ステファニー・アリエン
- 関根：蒲池貴範

## スタッフ
- 監督・脚本・編集：田中征爾
- 撮影：髙橋亮
- 助監督：蒲池貴範
- 録音：宋晋瑞、でまちさき、衛藤なな
- 特殊メイク：新田目珠里麻
- TAディレクター：磯崎義知
- キャスティング協力：EIJI LEON LEE
- スチール撮影：タカハシアキラ
- 製作：One Goose
- 製作補助：羽賀奈美、林彬、汐谷恭一
- プロデューサー：皆川暢二
- 宣伝：近藤吉孝（One Goose）
- ポスターデザイン：五十嵐明奈
- 後援：V-NECK、松の湯
- 宣伝協力：アップリンク
- 配給：アップリンク、神宮前プロデュース、One Goose

## 受賞
- 第19回ニッポン・コネクション ニッポン・ヴィジョンズ観客賞